# Dronning Christina (film)
 Denne artikel omhandler filmen Dronning Christina. Opslagsordet har også en anden betydning, se Dronning Christine.
Dronning Christina er en Pre-Code Hollywood biografisk film, produceret i 1933 og instrueret af Rouben Mamoulian og med Greta Garbo og John Gilbert i hovedrollerne.

## Medvirkende
- Greta Garbo som Christina, dronning af Sverige
- John Gilbert som Antonio
- Ian Keith som Magnus Gabriel De la Gardie
- Lewis Stone som Axel Oxenstierna
- Elizabeth Young som Grevinde Ebba Sparre
- C. Aubrey Smith som Aage
- Reginald Owen som Gustav af Sverige
- Georges Renavent som Chanut
- David Torrence som ærkebiskop
- Gustav von Seyffertitz som General
- Ferdinand Munier som krovært
- Akim Tamiroff som Pedro (ukrediteret)
- Muriel Evans som barpige på kro
- Hooper Atchley som Antonios Companion i Coach